# Brittany Ferries

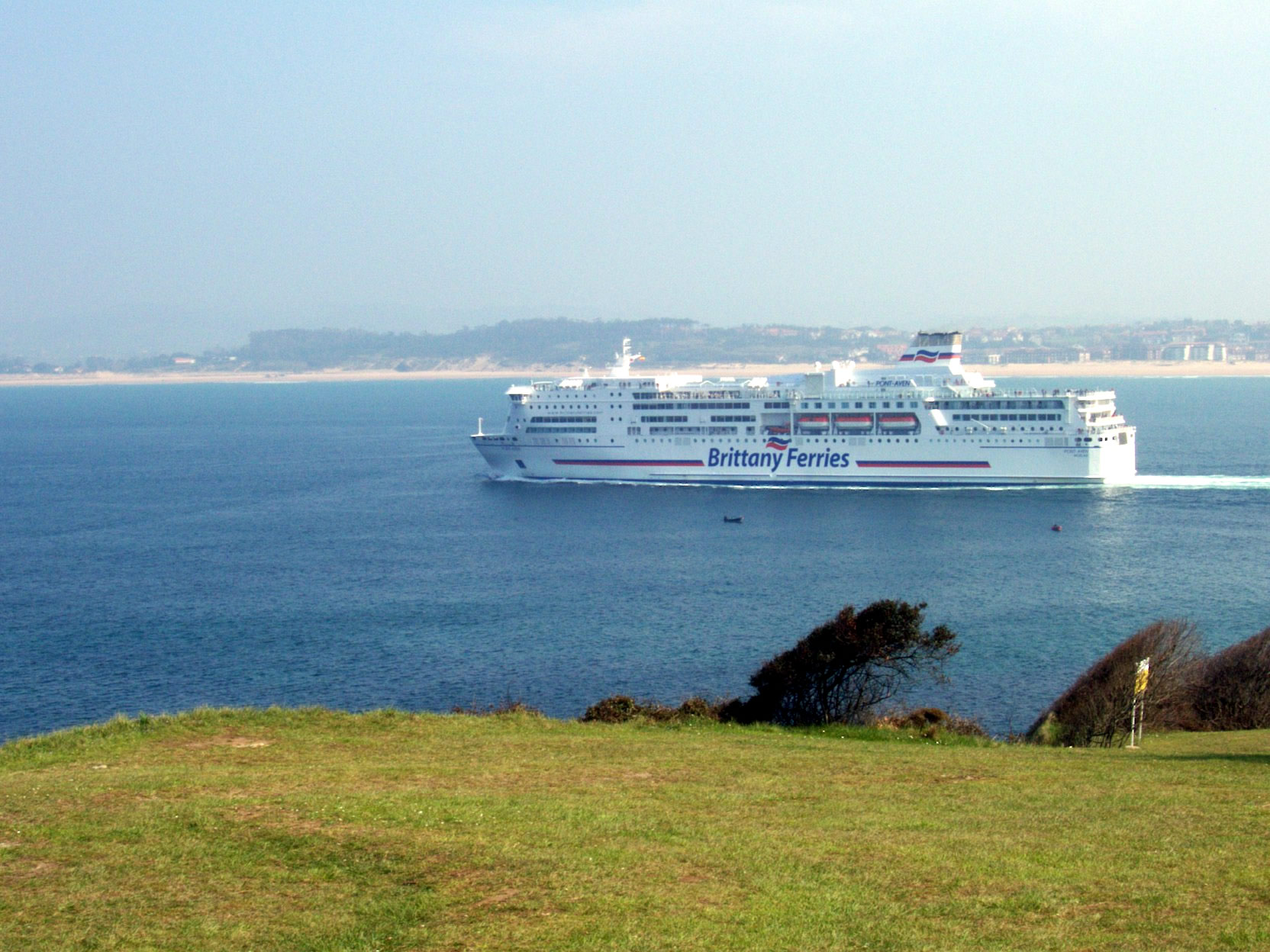
El Pont-Aven de Brittany Ferries desde la costa de Santander

Brittany Ferries es una compañía marítima bretona creada en el año 1972 en Roscoff por Alexis Gourvennec. Está especializada en el transporte de pasajeros y vehículos entre Bretaña, Normandía, el sur de Inglaterra, Irlanda y norte de España.

## Historia
Sus orígenes están en la compañía era BAI S.A. (por Bretagne, Anglaterre, Irlande), se trataba de una sociedad anónima con un capital de 100.000 francos, más de 15.000 euros. Fue creada en 1972 bajo el impulso de Alexis Gourvennec y de la Cámara de Comercio e Industria de Finisterre norte (Chambre de Commerce et d’Industrie), con la idea de proponer salidas comerciales a las cooperativas agrícolas bretonas sobre el mercado británico, teniendo en cuenta también lo que supondría para el desarrollo turístico de la región. El 2 de enero de 1973 hizo la primera travesía del canal de la Mancha con el kérisnel. El balance del primer año de explotación registró 18.000 pasajeros y 6.000 camiones y un volumen de negocio de 7,7 millones de francos, más de 1.160.000 euros.

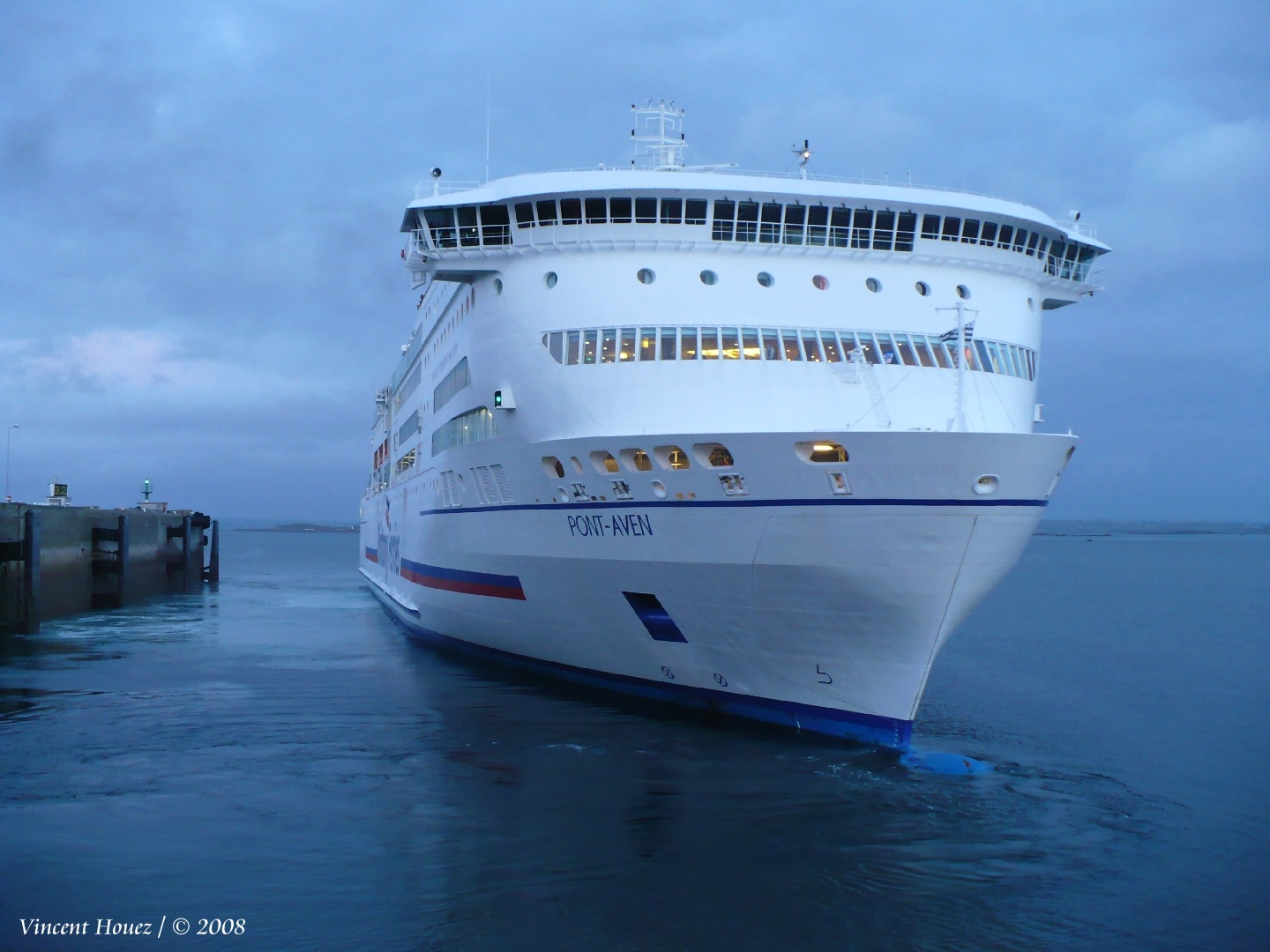
El Pont-Aven partiendo de Roscoff

- En 1974 la compañía pasó a llamarse Brittany Ferries, un nuevo barco, el Penn-Ar-Bed aumentó el tráfico.
- En 1976 fue creada la línea Saint-Malo - Portsmouth y compraron el buque Armorique.
- En 1978 se abrieron las líneas Roscoff - Cork, Cork - Plymouth, y Plymouth - Santander, dos nuevos ferris se añadieron a la flota: el Cornouaille y el Prince of Brittany.
- En 1982 el capital social de la empresa asciende a 140 millones de francos, más de 21 millones de euros. El Quiberon se une a la flota.
- En 1985 Brittany Ferries compra Truckline Ferries y recupera dos barcos de transporte: el Coutance y el Purbeck.
- En 1986 se abre una nueva plataforma en Ouistreham que conectará con Portsmouth con el nuevo barco Duc de Normandie. Se crea la línea Cherbourg - Poole. Ese mismo año se superó el millón de pasajeros, concretamente 1.142.000.
- En 1989 compra tres nuevas embarcaciones: Normandie Shipper (fleta la línea Caen - Portsmouth), Trégastel (Cherbourg - Pool) y Bretagne (Plymouth – Santander y Roscoff – Plymouth - Cork).
- En 1990 Brittany Ferries transporta 2.639.000 pasajeros.
- En 1994 se inauguró el túnel bajo el canal de la Mancha, sin embargo Brittany Ferries superó los 3 millones de pasajeros, aunque con el paso de los años el Eurostar se ha hecho con un buen porcentaje del tráfico de pasajeros, sobre todo aquellos que tienen como destino Londres o París.
- En diciembre de 2002 entra en servicio el Mont-Saint-Michel en la línea Caen - Portsmouth.
- En 2004 el Pont-Aven se une a la flota.
- En 2005 es el Normandie Express, un navío rápido capaz de atravesar el canal en 3 horas y 45 minutos. El Val de Loire fue vendido en marzo y reemplazado un año más tarde por el Pont-L'abbé. El volumen de negocio fue de 364,4 millones de euros, un aumento del 5,1 % con respecto al año anterior. La empresa es la primera compañía marítima francesa en transporte de pasajeros y una de las mayores fuentes de empleo del oeste con más de 2500 empleados. Su flota representa el 20% de los efectivos de la marina mercante francesa.
- En noviembre de 2007 entra en servicio el buque Cotentin en la línea Cherbourg - Poole y Poole- Santander los fines de semana. Construido en Helsinki, el barco tiene una capacidad para transportar 120 camiones semirremolques. La compañía transportó 2.659.936 de pasajeros, 773.556 turismos y 235.325 camiones.
- En marzo de 2011 comienza el servicio entre Bilbao y Portsmouth (España - Inglaterra)  que opera Brittany Ferries tres veces por semana,El encargado de cubrir esta ruta es el "Cap Finistère", un buque Ro-Pax de 204 metros de eslora construido por Howaldtswerke-Deutsche Weft AS de Kiel en 2001.

En abril de 2022 el buque Cap Finistere es retirado y sustituido por el buque “Salamanca” para realizar esta travesía, un buque totalmente nuevo de 215 metros de eslora.

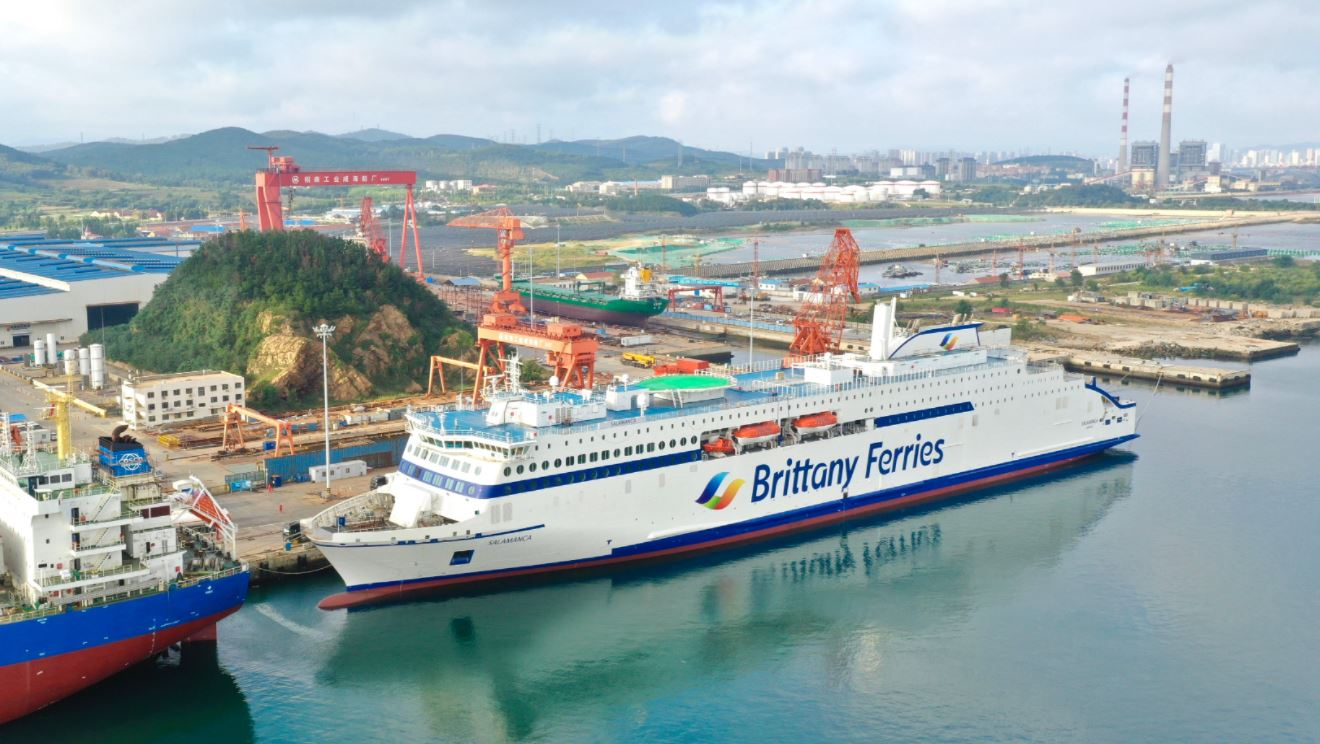
buque "Salamanca" ruta Bilbao-Portsmouth

- En marzo de 2020 se inaugura la ruta Bilbao - Rosslare (España - Irlanda) con el buque “Connemara” dos veces por semana para mercancías y pasajeros. En noviembre de 2022 el connemara será reemplazado por el buque “Galicia” (gemelo del Salamanca) un ferry-crucero con mejores instalaciones para los pasajeros.

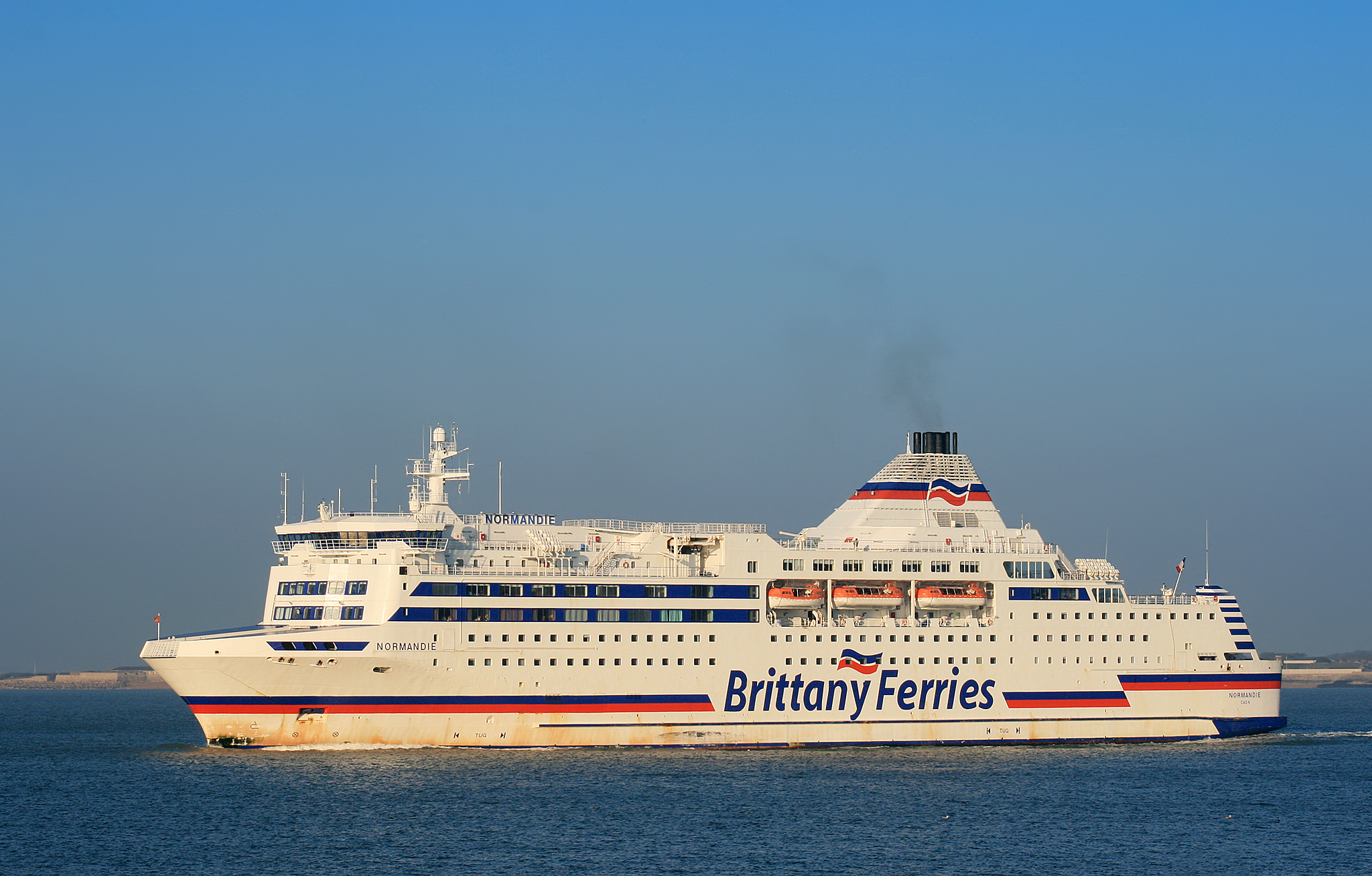
MV Normandie

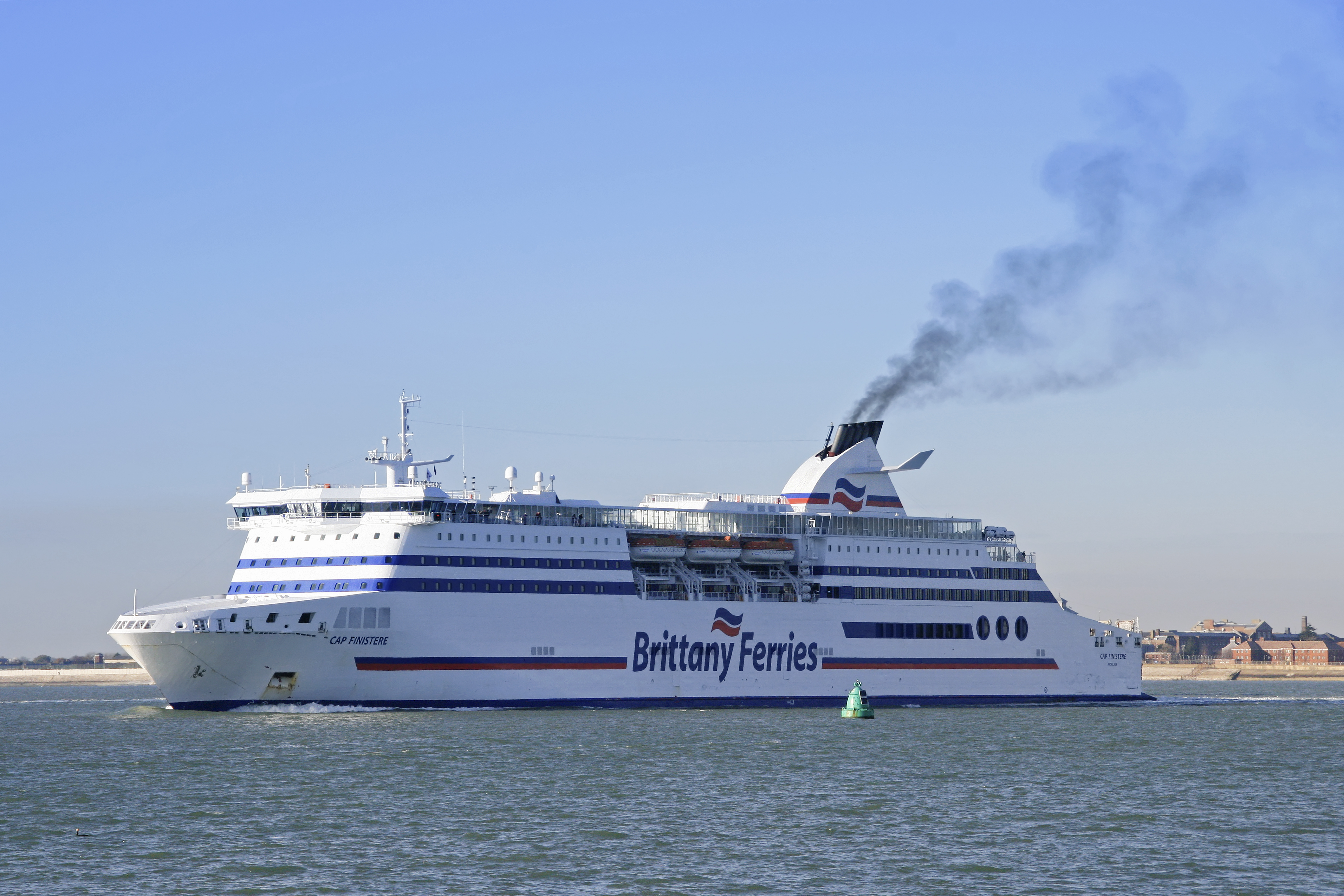
MV Cap Finistère

## Líneas en servicio
- Caen/Ouistreham - Portsmouth
- Cherbourg - Poole
- Cherbourg - Portsmouth
- Cherbourg - Rosslare
- Saint-Malo - Portsmouth
- Le havre - Portsmouth
- Roscoff - Plymouth
- Roscoff - Cork
- Santander - Plymouth
- Santander - Portsmouth
- Bilbao - Portsmouth
- Bilbao - Rosslare
- Bilbao - Poole